# Lijst van gemeentelijke monumenten in Leidschendam
Deze lijst geeft een overzicht van de gemeentelijke monumenten in de plaats Leidschendam, onderdeel van de gemeente Leidschendam-Voorburg. Meer afbeeldingen daarvan zijn te vinden in de categorie Gemeentelijke monumenten in Leidschendam op Wikimedia Commons. 
| Object                                                                        | Bouwjaar   | Architect       | Locatie                                                        | Coördinaten                  | Nr.            | Afbeelding                                 |
| ----------------------------------------------------------------------------- | ---------- | --------------- | -------------------------------------------------------------- | ---------------------------- | -------------- | ------------------------------------------ |
| grenspaal                                                                     |            |                 | Hannie Schafstraat, hoek Verzetsheldenstraat ong.              |                              | 1916/L014      | Upload foto                                |
| grenspaal                                                                     | circa 1600 |                 | Johann Sebastiaan Bachlaan, hoek Koningin Julianaweg ong.      |                              | 1916/L016      | Upload foto                                |
| grenspaal                                                                     |            |                 | Koningin Julianaweg, hoek Damlaan ong. bij 1                   |                              | 1916/L020      | Upload foto                                |
| grenspaal                                                                     |            |                 | Koningin Julianaweg, hoek Damlaan ong. bij 1                   |                              | 1916/L020      | Upload foto                                |
| woning, woningbouwcomplex Wilhelminalaan, Prinses Beatrixlaan en Raadhuislaan | 1940       | A.J. Kropholler | Koningin Wilhelminalaan 36                                     | 52° 5' 10" NB, 4° 23' 44" OL | 1916/L021KW36  | Upload foto                                |
| woonhuis en koestal                                                           | 1926       | J. van Vliet    | Noortheijlaan 2                                                | 52° 6' 15" NB, 4° 24' 60" OL | 1916/L028      | Upload foto                                |
| woning, gemaal (Ondermeerweg 4 en 6)                                          | 1865       |                 | Ondermeerweg 4                                                 | 52° 5' 40" NB, 4° 28' 50" OL | 1916/L029O4    | Upload foto                                |
| grenspaal                                                                     | 1784       |                 | Ondermeerweg ong.bij 10                                        |                              | 1916/L030      | Upload foto                                |
| kilometerpaal                                                                 | 1894       |                 | Oostvlietweg ong.bij 21b                                       |                              | 1916/L032      | Upload foto                                |
| kilometerpaal                                                                 | 1894       |                 | Oostvlietweg ong.bij 28                                        |                              | 1916/L033      | Upload foto                                |
| kilometerpaal                                                                 | 1894       |                 | Oostvlietweg ong.bij 35                                        |                              | 1916/L034      | Upload foto                                |
| kilometerpaa l                                                                | 1894       |                 | Oostvlietweg ong.bij 6 en 13                                   |                              | 1916/L031      | Upload foto                                |
| gemaal                                                                        | 1953       |                 | Plaspoelkade ong.                                              |                              | 1916/L035      | gemaal                                     |
| eigendomspaal                                                                 |            |                 | Rietvinklaan ong.                                              |                              | 1916/L037      | Upload foto                                |
| grenspaal                                                                     |            |                 | Sint-Bonifaciusstraat ong.                                     |                              | 1916/L038      | Upload foto                                |
| winkel, woningbouwcomplex Sint-Jozefstraat                                    | 1919       | C.L. de Koning  | Sint-Raphaëlstraat 1                                           | 52° 5' 5" NB, 4° 23' 30" OL  | 1916/L039SR1   | winkel, woningbouwcomplex Sint-Jozefstraat |
| woning, woningbouwcomplex Sint-Jozefstraat                                    | 1919       | C.L. de Koning  | Sint-Raphaëlstraat 3                                           | 52° 5' 5" NB, 4° 23' 30" OL  | 1916/L039SR3   | woning, woningbouwcomplex Sint-Jozefstraat |
| woning, woningbouwcomplex Sint-Jozefstraat                                    | 1919       | C.L. de Koning  | Sint-Raphaëlstraat 5                                           | 52° 5' 5" NB, 4° 23' 30" OL  | 1916/L039SR5   | woning, woningbouwcomplex Sint-Jozefstraat |
| woning, woningbouwcomplex Sint-Jozefstraat                                    | 1919       | C.L. de Koning  | Sint-Raphaëlstraat 7                                           | 52° 5' 5" NB, 4° 23' 30" OL  | 1916/L039SR7   | woning, woningbouwcomplex Sint-Jozefstraat |
| woning, woningbouwcomplex Sint-Jozefstraat                                    | 1919       | C.L. de Koning  | Sint-Raphaëlstraat 9                                           | 52° 5' 5" NB, 4° 23' 30" OL  | 1916/L039SR9   | woning, woningbouwcomplex Sint-Jozefstraat |
| woning, woningbouwcomplex Sint-Jozefstraat                                    | 1919       | C.L. de Koning  | Sint-Raphaëlstraat 11                                          | 52° 5' 5" NB, 4° 23' 31" OL  | 1916/L039SR11  | Upload foto                                |
| woning, woningbouwcomplex Sint-Jozefstraat                                    | 1919       | C.L. de Koning  | Sint-Raphaëlstraat 15                                          | 52° 5' 6" NB, 4° 23' 31" OL  | 1916/L039SR15  | Upload foto                                |
| woning, woningbouwcomplex Sint-Jozefstraat                                    | 1919       | C.L. de Koning  | Sint-Raphaëlstraat 17                                          | 52° 5' 6" NB, 4° 23' 31" OL  | 1916/L039SR17  | Upload foto                                |
| woning, woningbouwcomplex Sint-Jozefstraat                                    | 1919       | C.L. de Koning  | Sint-Raphaëlstraat 19                                          | 52° 5' 6" NB, 4° 23' 31" OL  | 1916/L039SR19  | Upload foto                                |
| woning, woningbouwcomplex Sint-Jozefstraat                                    | 1919       | C.L. de Koning  | Sint-Raphaëlstraat 21                                          | 52° 5' 6" NB, 4° 23' 32" OL  | 1916/L039SR21  | Upload foto                                |
| grenspaal                                                                     |            |                 | Sint-Raphaëlstraat ong.t.o. 9                                  |                              | 1916/L041      | Upload foto                                |
| woning, woningbouwcomplex Sint-Jozefstraat                                    | 1919       | C.L. de Koning  | Sint-Willibrordusplein 1                                       | 52° 5' 8" NB, 4° 23' 28" OL  | 1916/L039SWP1  | Upload foto                                |
| woning, woningbouwcomplex Sint-Jozefstraat                                    | 1919       | C.L. de Koning  | Sint-Willibrordusplein 2                                       | 52° 5' 7" NB, 4° 23' 28" OL  | 1916/L039SWP2  | Upload foto                                |
| woning, woningbouwcomplex Sint-Jozefstraat                                    | 1919       | C.L. de Koning  | Sint-Willibrordusplein 3                                       | 52° 5' 8" NB, 4° 23' 28" OL  | 1916/L039SWP3  | Upload foto                                |
| woning, woningbouwcomplex Sint-Jozefstraat                                    | 1919       | C.L. de Koning  | Sint-Willibrordusplein 6                                       | 52° 5' 7" NB, 4° 23' 29" OL  | 1916/L039SWP6  | Upload foto                                |
| woning, woningbouwcomplex Sint-Jozefstraat                                    | 1919       | C.L. de Koning  | Sint-Willibrordusplein 7                                       | 52° 5' 8" NB, 4° 23' 28" OL  | 1916/L039SWP7  | Upload foto                                |
| woning, woningbouwcomplex Sint-Jozefstraat                                    | 1919       | C.L. de Koning  | Sint-Willibrordusplein 8                                       | 52° 5' 8" NB, 4° 23' 29" OL  | 1916/L039SWP8  | Upload foto                                |
| woning, woningbouwcomplex Sint-Jozefstraat                                    | 1919       | C.L. de Koning  | Sint-Willibrordusplein 9                                       | 52° 5' 8" NB, 4° 23' 28" OL  | 1916/L039SWP9  | Upload foto                                |
| woning, woningbouwcomplex Sint-Jozefstraat                                    | 1919       | C.L. de Koning  | Sint-Willibrordusplein 10                                      | 52° 5' 8" NB, 4° 23' 29" OL  | 1916/L039SWP10 | Upload foto                                |
| woning, woningbouwcomplex Sint-Jozefstraat                                    | 1919       | C.L. de Koning  | Sint-Willibrordusplein 12                                      | 52° 5' 8" NB, 4° 23' 29" OL  | 1916/L039SWP12 | Upload foto                                |
| woning, woningbouwcomplex Sint-Jozefstraat                                    | 1919       | C.L. de Koning  | Sint-Willibrordusplein 14                                      | 52° 5' 8" NB, 4° 23' 30" OL  | 1916/L039SWP14 | Upload foto                                |
| woning, woningbouwcomplex Sint-Jozefstraat                                    | 1919       | C.L. de Koning  | Sint-Willibrordusplein 16                                      | 52° 5' 8" NB, 4° 23' 30" OL  | 1916/L039SWP16 | Upload foto                                |
| woning, woningbouwcomplex Sint-Jozefstraat                                    | 1919       | C.L. de Koning  | Sint-Willibrordusplein 18                                      | 52° 5' 8" NB, 4° 23' 30" OL  | 1916/L039SWP18 | Upload foto                                |
| woning, woningbouwcomplex Sint-Jozefstraat                                    | 1919       | C.L. de Koning  | Sint-Willibrordusstraat 8                                      | 52° 5' 6" NB, 4° 23' 28" OL  | 1916/L039SWS8  | Upload foto                                |
| woning, woningbouwcomplex Sint-Jozefstraat                                    | 1919       | C.L. de Koning  | Sint-Willibrordusstraat 10                                     | 52° 5' 6" NB, 4° 23' 28" OL  | 1916/L039SWS10 | Upload foto                                |
| woning, woningbouwcomplex Sint-Jozefstraat                                    | 1919       | C.L. de Koning  | Sint-Willibrordusstraat 12                                     | 52° 5' 6" NB, 4° 23' 28" OL  | 1916/L039SWS12 | Upload foto                                |
| woning, woningbouwcomplex Sint-Jozefstraat                                    | 1919       | C.L. de Koning  | Sint-Willibrordusstraat 14                                     | 52° 5' 6" NB, 4° 23' 28" OL  | 1916/L039SWS14 | woning, woningbouwcomplex Sint-Jozefstraat |
| woning, woningbouwcomplex Sint-Jozefstraat                                    | 1919       | C.L. de Koning  | Sint-Willibrordusstraat 16                                     | 52° 5' 6" NB, 4° 23' 28" OL  | 1916/L039SWS16 | woning, woningbouwcomplex Sint-Jozefstraat |
| woning, woningbouwcomplex Sint-Jozefstraat                                    | 1919       | C.L. de Koning  | Sint-Willibrordusstraat 18                                     | 52° 5' 6" NB, 4° 23' 28" OL  | 1916/L039SWS18 | woning, woningbouwcomplex Sint-Jozefstraat |
| woning, woningbouwcomplex Sint-Jozefstraat                                    | 1919       | C.L. de Koning  | Sint-Willibrordusstraat 24                                     | 52° 5' 7" NB, 4° 23' 27" OL  | 1916/L039SWS24 | Upload foto                                |
| woning, woningbouwcomplex Sint-Jozefstraat                                    | 1919       | C.L. de Koning  | Sint-Willibrordusstraat 26                                     | 52° 5' 7" NB, 4° 23' 26" OL  | 1916/L039SWS26 | Upload foto                                |
| woning, woningbouwcomplex Sint-Jozefstraat                                    | 1919       | C.L. de Koning  | Sint-Willibrordusstraat 30                                     | 52° 5' 8" NB, 4° 23' 26" OL  | 1916/L039SWS30 | Upload foto                                |
| woning, woningbouwcomplex Sint-Jozefstraat                                    | 1919       | C.L. de Koning  | Sint-Willibrordusstraat 32                                     | 52° 5' 8" NB, 4° 23' 26" OL  | 1916/L039SWS32 | Upload foto                                |
| woning, woningbouwcomplex Sint-Jozefstraat                                    | 1919       | C.L. de Koning  | Sint-Willibrordusstraat 34                                     | 52° 5' 8" NB, 4° 23' 26" OL  | 1916/L039SWS34 | Upload foto                                |
| grenspaal                                                                     |            |                 | Sint-Willibrordusstraat, hoek Sint-Bonifaciusstraat ong. bij 1 |                              | 1916/L042      | Upload foto                                |
| grenspaal                                                                     |            |                 | Sint-Willibrordusstraat, hoek Sint-Raphaëlstraat ong. bij 15   |                              | 1916/L043      | Upload foto                                |
| meterpaaltje                                                                  | 1920-1940  |                 | Veurse Achterweg ong.bij 137                                   |                              | 1916/L064      | Upload foto                                |
| hek                                                                           |            |                 | Veurse Achterweg ong.bij 29                                    |                              | 1916/L063      | Upload foto                                |
| twee hekpalen                                                                 | 1816       |                 | Veursestraatweg, hoek Leenkamp ong. bij 97                     |                              | 1916/L072      | Upload foto                                |